# Actis
Actis (en grec antic Ἀκτίς) va ser, segons la mitologia grega, un dels Helíades, fill d'Hèlios i de la nimfa Rode.
Actis, juntament amb els seus germans, Tríopas, Màcar i Càndal, estaven gelosos de l'habilitat científica i de la intel·ligència de Tènages, un altre dels seus germans. Van acabar matant Tènages i Actis van escapar a Egipte.
Segons Diodor de Sicília, Actis va fundar la ciutat d'Heliòpolis, a l'antic Egipte, en honor del seu pare Hèlios. Va fundar allà una escola d'astrologia que va ser famosa durant moltes generacions.